# 维拉帕米
維拉帕米，Verapamil（或稱Isoptin，异搏定），非二氫吡啶類之鈣離子通道阻斷劑(Non-Dihydropyridine Calcium Channel Blocker)。

## 作用及用法
- 高血壓
- 心絞痛
- 心肌梗塞
- 前房快速之心律不整
- 心室上方陣發性之心跳過速
- 心房纖維性顫動

## 注意事項
1. 持續釋放劑型的verapamil只適合用於高血壓，且此藥並不適用於急性心絞痛。
2. 服用β-block的藥物或心絞痛、腦血管病變、心肌肥大、肝臟疾病、腎臟疾病的病患應當小心使用。
3. 此藥懷孕用藥級數為C，此藥會經由乳汁分泌，授乳婦女禁用此藥。
4. 服藥過量會產生低血壓，請立即送醫，可催吐、洗胃、導瀉。給予支持性療法。
5. 不得與以下藥物共同服用：

- 心血管方面：digoxin、quinidin、β-block類藥品、theophylline。
- 癲癇方面：dantrolene、carbmazepine。
- 其它：含鈣產品、cimetidine、 cyclosporine、鋰鹽。
- 食物：葡萄柚汁、咖啡[1]。

## 常見的副作用
- 低血壓
- 心搏過慢
- 心衰竭
- 肺充血（會有咳嗽、鳴喘）
- 便秘
- 噁心
- 腹部不適
- 頭痛
- 虛弱
- 潮紅（身體感覺發熱）
- 心灼熱感
- 肌肉痙攣

## 外部連結
- MedlinePlus上的药物信息 medmaster-a684030
- "Verapamil" in Drugs.com （页面存档备份，存于）

1. ↑  .   [2018-07-19]. （原始内容存档于2019-11-28）.